# Kaslí
Kasli (en ruso: Касли) es una ciudad del óblast de Cheliábinsk, Rusia, ubicada en los montes Urales, a 87 km al noroeste de Cheliábinsk, la capital del óblast. Su población en el año 2010 era de 17 000 habitantes.

## Historia
Se fundó en 1747 como una fundición, y obtuvo el estatus o categoría de ciudad en 1942. Su planta de fundición llegó a ser famosa por la gran calidad de sus trabajos de hierro, los cuales se expusieron en el año 1900 en una galería de pintura de Ekaterimburgo.